# Apanteles solenobiae
Apanteles solenobiae är en stekelart som beskrevs av Walley 1935. Apanteles solenobiae ingår i släktet Apanteles och familjen bracksteklar. Inga underarter finns listade i Catalogue of Life.